# Христодулос Димбарис
Христодулос Димбарис (на гръцки: Χριστόδουλος Δημπάρης) е гъркомански революционер, деец на гръцката въоръжена пропаганда в Македония от началото на XX век.

## Биография
Христодулос Димбарис е роден във воденското село Въртокоп, тогава в Османската империя, в семейството на революционера Д. Димбарис. Христодулос се присъединява към гръцката пропаганда и работи заедно с Димитриос Какавос и с воденския митрополит Стефан. Христодулос информира турските власти за готвените операции на гръцкия комитет срещу българите и ВМОРО, за да не се излагат на опасност плановете им. Подобна акция е извършена в Оризари, където са убити двама българи без последствия. Христодулос Димбарис яростно преследва представителите на Българската екзархия, като по негово нареждане са убити българските учители във Въртокоп, заради което името му придобива известност в областта.